# Kammala
Kammala, född 1263, död 1302, var barnbarn till den kinesiska Yuandynastins grundare Khubilai khan och den äldsta av tre söner till prins Zhenjin.
Kammala var befälhavare i Mongoliet i många år och Prins sedan 1292 och var därför en berättigad arvtagare till kejsartronen när Khubilai khan avled 1294. Dock var hans yngre bror Temür khan deras inflytelserika mamma Kököjins favorit så det blev Temür khan som efterträdde Khubilai khan. Kammalas son Yesun Temür khan blev 1323 kejsare av Yuandynastin.